# Megachile nigrorufa
Megachile nigrorufa là một loài Hymenoptera trong họ Megachilidae. Loài này được Pasteels mô tả khoa học năm 1973.